# 주기파
주기파(主氣派)는 ‘심즉기(心卽氣)’를 주장하는 이이가 기발설(氣發說)을 옹호한 조선시대 성리학의 2대 분파중의 하나이다. 경기·호서지방에서 성행하였으므로 기호학파(畿湖學派)라고도 한다.
조선왕조 성리학계의 일찍이 주기론(主氣論)을 주창한 것은 화담 서경덕(花潭 徐敬德)이었다. 그후 얼마 동안은 그의 입장을 지지하는 사람이 거의 없었다. 그러나, 이이와 그를 이은 율곡학파가 이황의 이기호발설을 공격하자 퇴계학파는 이기호발설을 옹호하며 율곡학파를 ‘주기파’라고 불렀다. 그뿐 아니라, 율곡학파도 이기호발설을 공격하며 자파의 이론을 확립하는 과정에서 기(氣)를 중심으로 보는 입장이 선명해져서 마지막에는 주기설을 주장하는 단계에까지 도달하였다. 이리하여 이이는 최초로 ‘심시기(心是氣)’라는 말을 사용했다. 곧 이이는 ‘심(心)의 주된 작용은 허령불매(虛靈不昧)한 지각(知覺)에 있으며, 이 지각은 이가 아니라 기에 속하는 것’이라 하여 ‘심시기’라고 하였다. 그후에 송시열은 이이의 해석을 따라 ‘심의 허령은 분명히 기’라고 하였고, 한원진(韓元震)은 ‘성(性)과 심을 구별하여 성이 이에 속한다고 한 이상 심은 기에 속하는 것이 아닐 수 없다’는 입장을 취하였다. 또한 임성주(任聖周)는 ‘심즉기’가 진리일 뿐 아니라 심과 성은 둘이면서도 하나이므로 성도 기라는 입장을 취하고 우주나 심의 본체가 오로지 기 하나 뿐이라고 주장하여 주기론의 정점을 이루었다.
주기론에 속하는 학자는 임정주·임성주(任靖周)·임노(任魯)·임헌회(任憲晦) 등이다.

## 같이 보기
- 이기론
- 주리파
- 양당제